# Мадонна зі щигликом
«Мадо́нна зі щи́гликом» (італ. Madonna del Cardellino) — одна з картин серії мадонн, що їх створив італійський художник Рафаель Санті (1483—1520).
Як художник, Рафаель Санті багато чого запозичив з творчих знахідок свого вчителя П'єтро Перуджіно. Із цим багажем він і прибув у папський Рим, котрий наприкінці XV століття перетворився на визначний мистецький центр Високого Відродження в Італії. Цикл картин, присвячений Мадонні, стане одним з найкращих в мистецькому доробку художника. Створюючі цикл, художник постійно робив нові й нові варіанти, старанно вивчаючи натуру та не повторюючись, але не забував про узагальнення та ідеалізацію Богородиці. В деяких картинах риси реальності настільки переважатимуть, що «Мадонна дель Грандука» (Мадонна Великого герцога) чи «Мадонна у кріслі» здаються вихопленими з дійсності.
Риси узагальнення та ідеалізації притаманні більше «Мадонні з щигликом». Група подана художником у пейзажі з тонкими деревами і прозорою далечінню, характерними для Умбрії і картин Перуджіно. Рафаель уніс в композицію побутовість: Мадонна відірвалась від читання Біблії, а малий Іван Хреститель передає Христу щиглика. За тогочасними уявленнями, щиглики годувались в терновнику і це вважалось натяком на Страсті Христові, одна зі сцен яких — «Увінчання терновим вінцем». Про сакральний характер полотна нагадували й тонкі, золотаві німби над головами головних персонажів.
Картина пов'язана з весіллям приятеля Рафаеля — Лоренцо Насі із Сандрою ді Маттео ді Джованні Каніджані. Можливо, вона була весільним подарунком художника чи побажанням гараздів молодому подружжю.
1548 року сталося нещастя. Палац Насі, вибудований з прорахунками в технології, завалився. Була сильно пошкоджена і картина Рафаеля Санті, бо уламки порізали полотно на сімнадцять вузьких стрічок. Коштовну картину уславленого художника дублювали на нове полотно і старанно затонували осипи фарб. Незначні смуги реставраційних втручань і досі видно на тлі картини з пейзажем.